# Ammonio quaternario

Struttura di un generico catione ammonio quaternario.

L'ammonio quaternario è il catione molecolare organico che deriva dalla sostituzione formale di tutti e quattro gli atomi di idrogeno dello ione ammonio (+NH4) con altrettanti residui organici R, alchilici o arilici; la sua formula chimica generale è quindi +NR4. Come nell'ammonio inorganico, qui l'atomo centrale di azoto ha una carica formale positiva e in tal modo è esattamente isoelettronico ad un atomo di carbonio neutro e, formando solo legami semplici (legami σ), è ibridato sp3. Inoltre, come nel caso del carbonio, se i quattro sostituenti sono tutti diversi, lo ione ammonio quaternario sarà chirale e pertanto i suoi sali [R1R2R3R4N]+X− esistono in due forme otticamente attive separabili.
A differenza dell'ammonio inorganico (e di +NH3R, +NH2R2, +NHR3), dove c'è almeno un legame tra l'azoto positivo e un atomo di idrogeno (+N−H), il catione quaternario in sé non mostra acidità in soluzione acquosa. L'eventuale reazione acido-base dipende esclusivamente dall'anione associato nei suoi sali (vide infra), oppure dalla eventuale, particolare struttura dei gruppi sostituenti. Quando l'anione è OH− si hanno gli idrossidi di tetraalchilammonio, che sono basi molto forti.
I sali di ammonio quaternario (R4N+X−) sono più o meno solubili in acqua a seconda della natura dei gruppi sostituenti. Gli ioni ammonio quaternari con sostituenti a catena lunga hanno carattere anfifilico e si comportano da tensioattivi, fattore che conferisce a tali composti proprietà detergenti, disinfettanti e battericide, ma anche da agenti antistatici. In laboratorio vengono utilmente impiegati come reagenti per la catalisi a trasferimento di fase.

## Sintesi
I sali di ammonio quaternario si possono ottenere per alchilazione di un'ammina terziaria ed un alogenuro alchilico, spesso nota nella letteratura antica come reazione di Menšutkin anche se attualmente vi si fa riferimento come reazione di quaternarizzazione. La reazione può essere usata per produrre un composto con lunghezze di catena alchilica diverse; per esempio nel caso dei tensioattivi cationici uno dei gruppi alchilici sull'ammina è tipicamente più lungo degli altri. Una sintesi tipica è il cloruro di benzalconio ottenuto da una alchildimetilammina e benzil cloruro:
CH3(CH2)nN(CH3)2 + ClCH2C6H5 → [CH3(CH2)nN(CH3)2CH2C6H5]+Cl−

## Reazioni
I cationi di ammonio quaternario non sono reattivi verso elettrofili anche forti, gli ossidanti e gli acidi. Essi sono pure stabili verso la maggior parte dei nucleofili. Quest'ultimo è indicato dalla stabilità dei loro idrossidi come l'idrossido di tetrametilammonio e l'idrossido di tetrabutilammonio. A causa della loro resilienza, molti anioni insoliti sono stati isolati come controioni in sali di ammonio quaternari. Gli esempi includono tetrametilammonio pentafluoroxenato, contenente lo ione pentafluoroxenato altamente reattivo (XeF−5). Il permanganato può essere solubilizzato in solventi organici, se utilizzato come sale di ammonio NBu+4.
Subiscono degradazione con basi eccezionalmente forti. Subiscono il riarrangiamento di Sommelet-Hauser e quello di Stevens, nonché dealchilazione in condizioni difficili. Cationi di ammonio quaternario aventi almeno un idrogeno in posizione beta, contenenti cioè unità N-C-C-H, possono anche subire l'eliminazione di Hofmann, formando alcheni ed ammine, e la degradazione di Emde.

## Applicazioni
I sali di ammonio quaternario sono usati come disinfettanti, tensioattivi, ammorbidenti, colliri e agenti antistatici (ad esempio, negli shampoo). In ammorbidenti liquidi, sono spesso utilizzati i sali clorurati.

### Come antimicrobici
I composti di ammonio quaternario hanno dimostrato di avere attività antimicrobica. Alcuni composti di ammonio quaternario, in particolare quelli contenenti catene alchiliche lunghe, vengono usati come antimicrobici e disinfettanti. Alcuni esempi sono il benzalconio cloruro, il benzetonio cloruro, il cetrimonio, la cetrimide e il bromuro di tetraetilammonio. Sono efficienti anche contro i funghi, le amebe e i virus con involucro. I composti di ammonio quaternario sono infatti letali per una vasta gamma di organismi, tranne le endospore, il Mycobacterium tuberculosis e virus senza involucro.
I composti di ammonio quaternario sono detergenti cationici, nonché disinfettanti, e come tali possono essere utilizzati per rimuovere materiale organico. Essi sono molto efficaci in combinazione con fenoli anche se, in presenza di detergenti anionici (compresi i saponi comuni), i composti di ammonio quaternario vengono disattivati.

### Come catalizzatori a trasferimento di fase
In chimica organica, i sali di ammonio quaternario sono impiegati come catalizzatori di trasferimento di fase (CTF). Tali catalizzatori accelerano reazioni tra reagenti disciolti in solventi immiscibili tra di loro. Ad esempio, il diclorocarbene altamente reattivo viene generato per reazione tra cloroformio e idrossido di sodio acquoso tramite l'aggiunta di sali di questo tipo; la reazione avviene all'interfaccia tra la soluzione organica in cloroformio e quella acquosa, soluzioni tra loro non mutuamente miscibili.

### Come ammorbidenti
Nel 1950, il distearildimetilammonio cloruro (DSDMAC) è stato introdotto come ammorbidente. Tuttavia il suo uso è cessato perché il catione si biodegrada troppo lentamente. Gli ammorbidenti contemporanei sono a base di sali di cationi di ammonio quaternario in cui l'acido grasso è collegato al centro quaternario mediante legami esterei; questi sono comunemente indicati come esteri della betaina e sono suscettibili di degradazione, ad esempio, per idrolisi. Tipicamente, i cationi contengono uno o due lunghe catene alchiliche derivate da acidi grassi legati ad un sale di ammonio etossilato. Altri composti cationici possono essere derivati da sali di ammonio dell'imidazolo o della guanidina.

Tensioattivi cationici usati come ammorbidenti
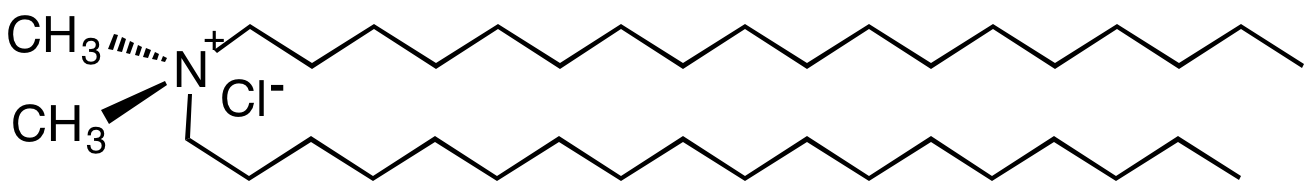
Distearildimetilammonio cloruro, un ammorbidente di prima generazione non più usato per la sua scarsa biodegradabilità.
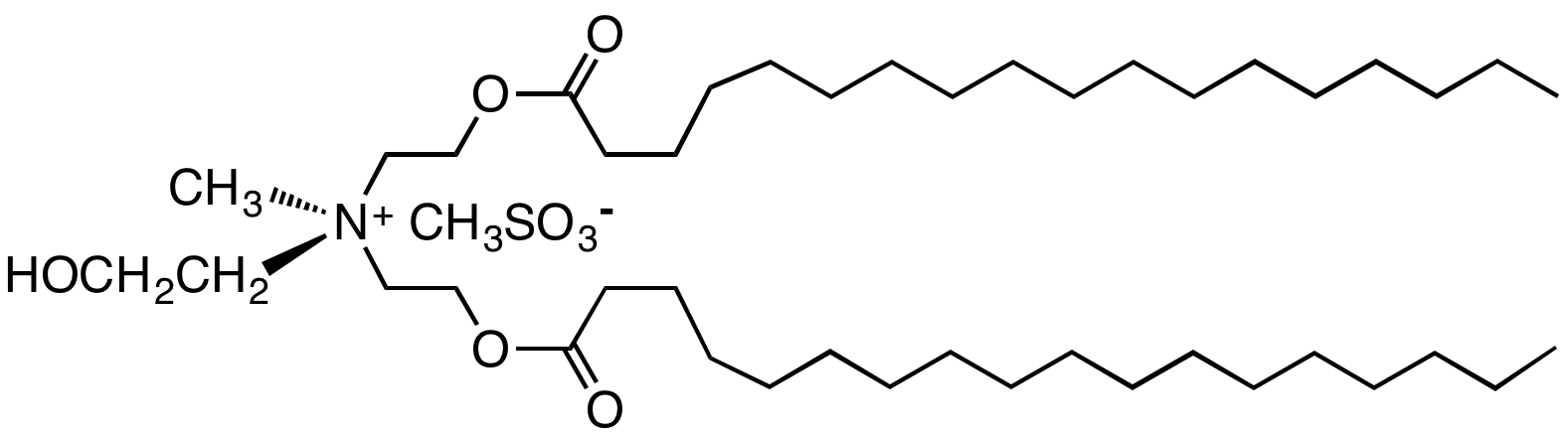
Un esempio di diestere quaternario usato come ammorbidente
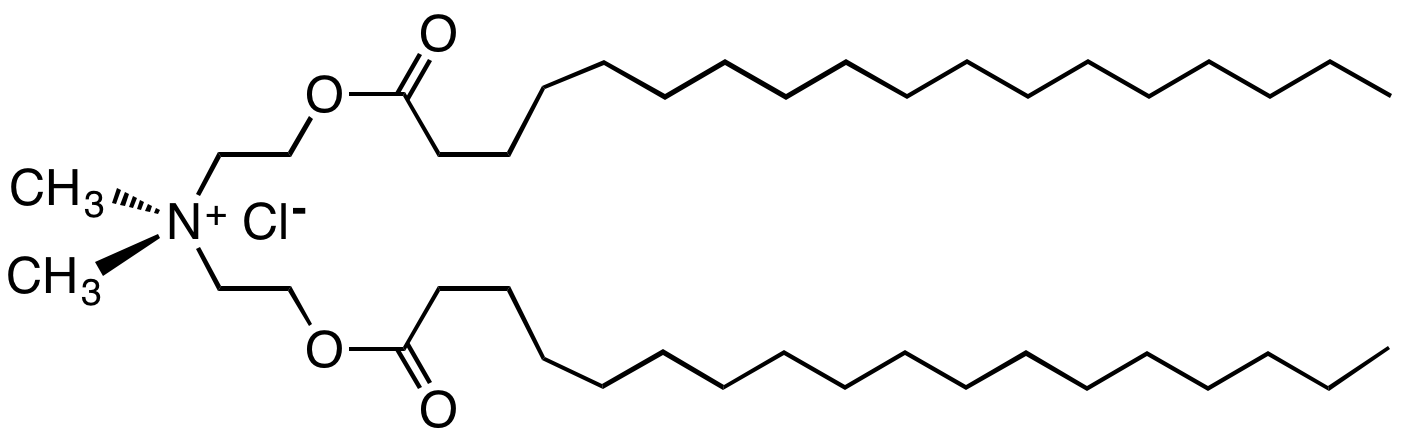
Il dietil e il dimetil ammonio cloruro, noti ammorbidenti
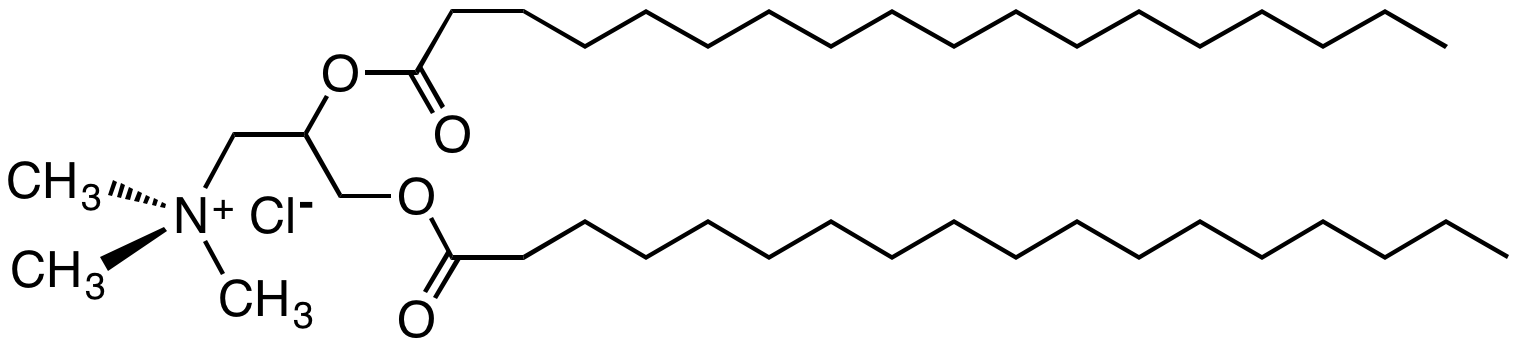
Un altro esempio di diestere quaternario usato come ammorbidente

### Come osmoliti

La glicina betaina o trimetilglicina è un sale d'ammonio quaternario presente in natura. La trimetilammina, suo prodotto di degradazione, è responsabile dell'odore di pesce rancido.

Alcuni composti di ammonio quaternario sono presenti come osmoliti, specificamente nella glicina betaina, che stabilizzano la pressione osmotica nelle cellule.

### Come ritardanti della crescita delle piante
Il Cycocel (clormequat cloruro) riduce l'altezza della pianta inibendo la produzione di gibberelline, che costituiscono gli ormoni primari responsabili per l'allungamento delle cellule. Pertanto, i loro effetti sono principalmente sugli stami, il picciolo e il peduncolo. Sono stati visti effetti minori quali riduzioni di espansione della foglia, con conseguenti foglie spesse con colore verde più scuro.

## Effetti sulla salute
I composti di ammonio quaternario sono in grado di comportare una serie di effetti sulla salute, tra i quali vi sono l'irritazione delle vie respiratorie e della pelle fino a gravi ustioni caustiche sulla pelle e nel tratto gastrointestinale (a seconda della concentrazione),altri sintomi gastrointestinali (ad esempio, nausea e vomito), coma, convulsioni, ipotensione e la morte. Inoltre, comportano la morte degli oligodendrociti.
Si pensa sia la sostanza responsabile delle reazioni anafilattiche che si verificano con l'uso di miorilassanti durante l'anestesia generale in chirurgia. Il Quaternium-15 è la sostanza singola più spesso trovata come causa di dermatite allergica da contatto delle mani (16,5% nel 959 casi).

### Possibili effetti sulla riproduzione negli animali da laboratorio
Disinfettanti a base di sali quaternari di ammonio (come Virex e Quatricide) sono stati provvisoriamente identificati come la causa più probabile di difetti di nascita e problemi di fertilità nei topi di laboratorio in gabbia.

### Quantificazione analitica
La quantificazione di composti di ammonio quaternario in campioni ambientali e biologici è problematica mediante tecniche cromatografiche convenzionali, perché i composti sono molto solubili in acqua. Invece, analizzandoli mediante cromatografia liquida tandem spettrometria di massa (HPLC-MS), è stato trovato che seguono una regola particolare. Utilizzando una ionizzazione elettrospray (ESI), si è scoperto che i composti di ammonio quaternario formano ioni molecolari talvolta con rapporto massa su carica (m/z) maggiore rispetto allo ione molecolare di partenza, portando quindi a degli errori nella lettura dello spettro.